# Xystopyge lineata
Xystopyge lineata är en mångfotingart som beskrevs av Carl Graf Attems 1909. Xystopyge lineata ingår i släktet Xystopyge och familjen Odontopygidae. Inga underarter finns listade i Catalogue of Life.